# Batismo de Cristo (Perugino)
O Batismo de Cristo é um afresco do pintor renascentista italiano Pietro Perugino e sua oficina, realizado por volta de 1482 e localizado na Capela Sistina, em Roma.

## História
A encomenda da obra teve origem em 1480, quando Perugino estava decorando uma capela na Antiga Basílica de São Pedro, em Roma. O Papa Sisto IV ficou satisfeito com seu trabalho e decidiu também encomendar a decoração da nova Capela que ele havia construído no Palácio do Vaticano. Devido ao tamanho da obra, mais tarde Perugino foi acompanhado por um grupo de pintores de Florença, incluindo Botticelli, Ghirlandaio e outros.
Os assistentes de Perugino na Capela Sistina incluíram Pinturicchio, Andrea d'Assisi, Rocco Zoppo ou, com menos probabilidade, Lo Spagna ou Bartolomeo della Gatta, mas a atribuição de detalhes a eles é motivo de controvérsia.

## Descrição

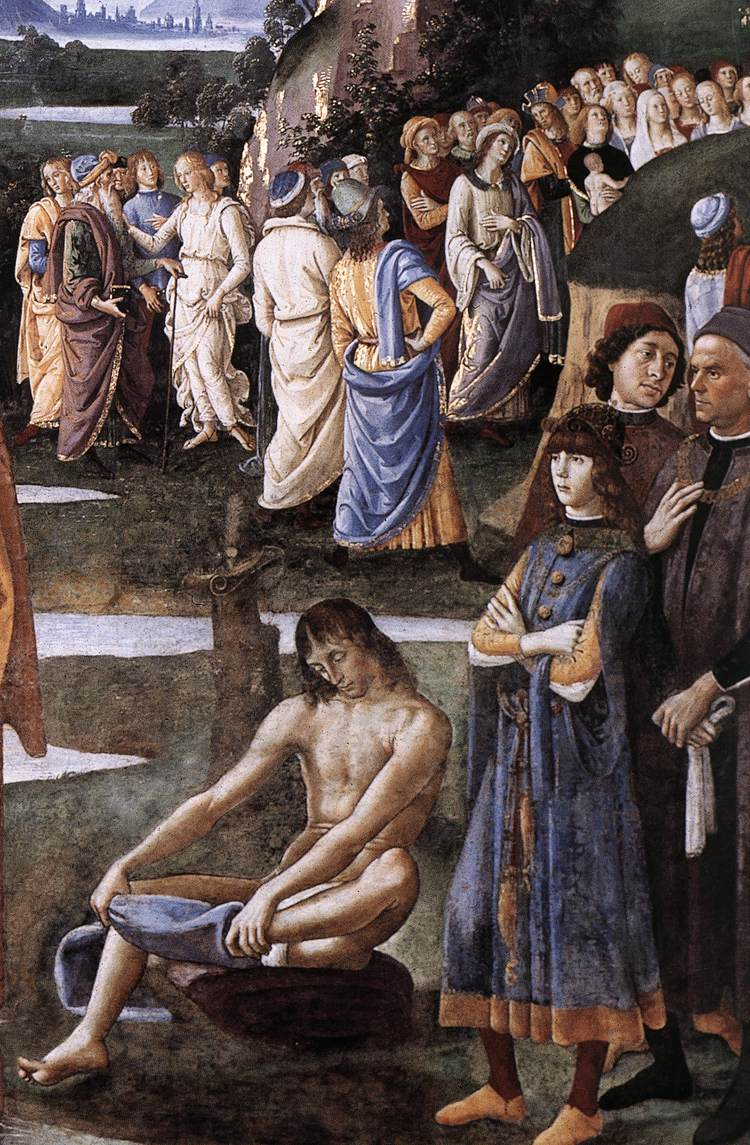
Detalhe.

O afresco do Batismo de Cristo é o primeiro na parede à direita do altar e está paralelo ao afresco da Viagem de Moisés ao Egito e a Circuncisão de Eleazar, que estão na parede oposta, também feitos pela oficina de Perugino. O batismo era considerado por Agostinho e outros escritores cristãos primitivos como uma espécie de "circuncisão espiritual".
A cena segue um padrão simétrico, típico de Perugino. No centro, está o Rio Jordão fluindo em direção ao observador e alcançando os pés de Jesus e João, que está batizando o primeiro. Uma pomba, símbolo do Espírito Santo, desce dos céus; ela é enviada por Deus, representado em uma nuvem luminosa e ladeado por serafins e querubins voadores. A paisagem inclui uma visão simbólica de Roma, reconhecível por um arco triunfal, o Coliseu e o Panteão. As árvores finas são características da escola umbriana e, em particular, de Perugino.
Nos lados, há dois episódios secundários: o Batista (esquerda) e Jesus (direita) pregando para a multidão. A cena central também apresenta dois anjos ajoelhados segurando uma toalha: esses elementos são inspirados em pinturas flamengas e podem ser vistos nas obras de Hugo van der Goes e no Tríptico Portinari. Nos lados, em primeiro plano, estão retratos de personagens contemporâneos, geralmente raros em Perugino, mas neste caso estimulados por sua presença nas obras de Ghirlandaio, que também trabalhava na Capela Sistina.
O afresco é encimado por um friso com a assinatura OPVS PETRI PERVSINI · CASTRO PLEBIS.